# Estevam Santos Silva Filho
Estevam Santos Silva Filho (* 10. April 1968 in Vitória da Conquista, Bahia) ist ein brasilianischer Geistlicher und römisch-katholischer Bischof von Ruy Barbosa.

## Leben
Estevam Santos Silva Filho studierte Philosophie am Instituto Filosófico Nossa Senhora das Vitórias in Vitória da Conquista und Katholische Theologie am Instituto Coração Eucarístico de Jesus in Belo Horizonte. Ferner spezialisierte er sich an der Päpstlichen Universität Xaveriana in Bogotá im Fach Kommunikationswissenschaft. Silva Filho empfing am 9. Juni 1995 das Sakrament der Priesterweihe für das Erzbistum Vitória da Conquista.
Nach der Priesterweihe war Estevam Santos Silva Filho zunächst als Pfarrer der Pfarrei Nossa Senhora do Perpétuo Socorro in Iguaí sowie als Spiritual am propädeutischen Seminar in Itapetinga und am Priesterseminar in Vitória da Conquista tätig, bevor er von 1998 bis 2001 Pfarrer der Pfarrei Senhor do Bonfim e Santa Rita in Planato und von 2000 bis 2001 zudem Pfarrer der Pfarrei Divino Espírito Santo in Poções war. Zusätzlich war er von 1998 bis 2008 als Spiritual am Priesterseminar in Ilhéus tätig. Danach wurde er Pfarrer der Pfarrei Nossa Senhora das Candeias und Diözesanökonom. Darüber hinaus war Estevam Santos Silva Filho bereits seit 2000 Mitglied des Priesterrats und des Konsultorenkollegiums des Erzbistums Vitória da Conquista.
Am 29. Januar 2014 ernannte ihn Papst Franziskus zum Titularbischof von Feradi Maius und zum Weihbischof in São Salvador da Bahia. Der Erzbischof von Vitória da Conquista, Luís Gonzaga Silva Pepeu OFMCap, spendete ihm am 30. März desselben Jahres die Bischofsweihe. Mitkonsekratoren waren der Erzbischof von São Salvador da Bahia, Murilo Sebastião Ramos Krieger SCI, und der emeritierte Erzbischof von Teresina, Celso José Pinto da Silva.
Am 15. April 2020 ernannte Papst Franziskus zum Bischof von Ruy Barbosa. Die Amtseinführung erfolgte am 12. Juli desselben Jahres.